# Zona de Karnali
La zona de Karnali (en nepalí: कर्णाली) fue una de 14 zonas administrativas de la República Federal Democrática de Nepal se encontraba localizada en la región montañosa del noroeste. La ciudad capital era Jumla.
La zona de Karnali era una de las regiones más remotas y pobres de Nepal y aún era casi inaccesible por sus escasos caminos. Hay campos de aviación con conexiones al cuatro distritos excepto el distrito Kalikot, que ahora está unido por calzadas estacionales hasta Jumla. Karnali es la zona más grande de Nepal, con dos Parques nacionales, Shey Phoksundo (con el lago Phoksundo), famoso del leopardo de las nieves, es el Parque más grande del Nepal con el área de 3,555 km²; el otro es el Parque nacional Rara (con el lago Rara de Nepal, el lago más grande del país con 10.2 km²), el más pequeño de todos con un área de 106 kilómetros cuadrados. 

## Distritos
Se dividía internamente en cinco distritos: 
- Distrito de Dolpa
- Distrito de Humla
- Distrito de Jumla
- Distrito de Kalikot
- Distrito de Mugu

## Población
Esta zona poseía una superficie de 21.351 kilómetros cuadrados, mientras que el número de habitantes de la zona de Karnali ascendía a 309 084 residentes (según cifras del censo llevado a cabo en el año 2001). La densidad de población era de 14,5 pobladores por cada kilómetro cuadrado de esta zona administrativa de Nepal.
- Datos: Q9164
- Multimedia: Karnali Zone / Q9164